# Изменчивые узкороты (подсемейство)
Изменчивые узкороты (лат.  Cophylinae) — подсемейство бесхвостых земноводных из семейства узкоротов, эндемичное для Мадагаскара.

## Внешний вид и строение
Размеры от 1 до 10 см.

## Распространение
Эндемики Мадагаскара.

## Образ жизни
Включает древесные и роющие виды.

## Размножение
Древесные виды выводят потомство в заполненных водой дуплах деревьев и пазухах листьев, а роющие — на земле, в небольших ямках, заполненных водой. Головастики не питаются, пока не превратятся в лягушат. Самцы присматривают за потомством и охраняют его, пока головастики не пройдут метаморфоз.

## Питание
Многие виды Cophylinae кормятся муравьями.

## Роды
Включает 8 родов:
- Anilany Scherz, Vences, Rakotoarison, Andreone, Köhler, Glaw & Crottini, 2016
- Anodonthyla Müller, 1892
- Cophyla Boettger, 1880 — Изменчивые узкороты
- Madecassophryne Guibé, 1974 — Крестоносные узкороты
- Mini Scherz, Hutter, Rakotoarison, Riemann, Rödel, Ndriantsoa, Glos, Roberts, Crottini, Vences & Glaw, 2019[3]
- Plethodontohyla Boulenger, 1882 — Мальгашские узкороты
- Rhombophryne Boettger, 1880 — Черепашьи узкороты
- Stumpffia Boettger, 1881 — Крохотные узкороты

Ранее выделявшийся род древесные узкороты (Platypelis) сейчас рассматривается как синоним рода изменчивые узкороты.